# Three Chords and the Truth (álbum de Sara Evans)
Three Chords and The Truth es el álbum debut de la cantante estadounidense de música country Sara Evans. Lanzado a través de RCA Récords Nashville el 1 de julio de 1997. El título del álbum proviene de Harlan Howard, un compositor de música country a quien se atribuye ampliamente esta cita. El álbum cuenta con 3 sencillos "True Lies", "Three Chords and the Truth" y "Shame About That". A pesar de que los tres sencillos entraron en la lista Billboard Hot Country Songs de EE. UU.. Ninguno de ellos alcanzó el Top 40, lo que hace que este sea el único álbum de un sello importante de Evans que no produce ningún éxito en el Top 40.

## Lista de canciones
| CD    |                                |          |  |
| N.º   | Título                         | Duración |  |
| 1.    | «True Lies»                    | 2:34     |  |
| 2.    | «Shame About That»             | 2:02     |  |
| 3.    | «Three Chords and the Truth»   | 3:59     |  |
| 4.    | «If You Ever Want My Lovin'»   | 2:32     |  |
| 5.    | «Imagine That»                 | 3:20     |  |
| 6.    | «Even Now»                     | 2:24     |  |
| 7.    | «l Don't Wanna See the Light»  | 3:32     |  |
| 8.    | «I've Got a Tiger By the Tail» | 2:24     |  |
| 9.    | «Unopened»                     | 3:16     |  |
| 10.   | «Walk Out Backwards»           | 2:39     |  |
| 11.   | «The Week the River Raged»     | 3:58     |  |
| 33:13 |                                |          |  |

- Datos: Q7797387